# Mike Morin (baseball)
Pour les articles homonymes, voir Mike Morin et Morini.
Michael William Morin (né le 3 mai 1991 à Andover, Minnesota, États-Unis) est un lanceur de relève droitier des Ligues majeures de baseball.

## Carrière
Joueur des Tar Heels de l'Université de Caroline du Nord à Chapel Hill, Mike Morin est repêché par les Angels de Los Angeles au 13e tour de sélection en 2012. Il fait ses débuts dans le baseball majeur avec les Angels le 30 avril 2014 en lançant une manche en relève face aux Indians de Cleveland. En 60 matchs joués en relève à sa saison initiale en 2014, Morin maintient une belle moyenne de points mérités de 2,90 en 59 manches lancées, avec 4 victoires et 4 défaites.